# Henry and Anna Kochsmeier House
La Henry and Anna Kochsmeier House est une maison américaine à Casa Grande, dans le comté de Pinal, en Arizona. Construite en 1929 dans un style renouveau colonial espagnol qui évoque aussi l'architecture Pueblo Revival, elle est inscrite au Registre national des lieux historiques depuis le 20 novembre 2002.